# François d'Orléans, Prinț de Joinville
François-Ferdinand-Philippe-Louis-Marie d'Orléans, prinț de Joinville (14 august 1818 - 16 iunie 1900) a fost al treilea fiu al lui Ludovic-Filip, duce d'Orléans, mai târziu rege al Franței, și a soției lui, Maria Amalia a celor Două Sicilii. A fost un bun amiral al marinei franceze.
La 1 mai 1843 la Rio de Janeiro s-a căsătorit cu Prințesa Francisca a Braziliei, sora împăratului Pedro al II-lea al Braziliei.